# Wulu Butie
Wulu Butie (kinesiska: 乌鲁布铁, 乌鲁布铁镇) är en köpinghuvudort i Kina. Den ligger i den autonoma regionen Inre Mongoliet, i den norra delen av landet, omkring 1 400 kilometer nordost om regionhuvudstaden Hohhot. Antalet invånare är 13 810. Befolkningen består av 6 709 kvinnor och 7 101 män. Barn under 15 år utgör 12,0 %, vuxna 15-64 år 80 %, och äldre över 65 år 6,0 %.
Runt Wulu Butie är det mycket glesbefolkat, med 4 invånare per kvadratkilometer. Det finns inga andra samhällen i närheten. Omgivningarna runt Wulu Butie är en mosaik av jordbruksmark och naturlig växtlighet.
Genomsnittlig årsnederbörd är 767 millimeter. Den regnigaste månaden är juli, med i genomsnitt 207 mm nederbörd, och den torraste är januari, med 9 mm nederbörd.